# SN 2005je
SN 2005je – supernowa typu Ia odkryta 24 października 2005 roku w galaktyce A023526+0104. W momencie odkrycia miała maksymalną jasność 20,90m.